# Francisco Canaro
Francisco Canaro, zwany też Pirincho (ur. 26 listopada 1888 w San José de Mayo w Urugwaju, zm. 14 grudnia 1964 w Buenos Aires) – urugwajski i argentyński dyrygent i kompozytor tanga argentyńskiego. Nagrał ponad 3000 utworów wraz z orkiestrą.
Jego pierwsze występy odbyły się w Ranchos, miejscowości oddalonej o 200 kilometrów od Buenos Aires. W 1908 roku występował w kawiarniach w La Boca. Jego pierwsze utwory powstały w 1912 – „Pinta brava” i „Matasanos”. Od 1916 do 1954 roku był dyrektorem orkiestry tanga. W latach 1920 powstały „La Tablada”, „Nueve Punto”, „El Polito”, „El Chumayo”, „Noblea de Arrabal”, „Milonga Brava”. Był pierwszym kompozytorem „tanga fantazja” – muzyki tanga granej do słuchania. Skomponował m.in. vals „Corazón de oro” (Jesús Fernández Blanco, słowa) i „Vibraciones De Alma”. W 1940 przyjął obywatelstwo argentyńskie.